# Catalina Micaela de Austria
Infanta Catalina Micaela de Austria (n. 10 octombrie 1567, Madrid  — d. 6 noiembrie 1597, Torino) a fost fiica cea mică a regelui Filip al II-lea al Spaniei și a celei de-a treia soții, Elisabeta de Valois; a fost sora Isabelei Clara Eugenia, guvernatoare a Țărilor de Jos. S-a căsătorit cu Carol Emmanuel I Duce de Savoia și a devenit ducesă de Savoia din 18 martie 1585, titlu purtat până la moartea ei în 1597, în Italia.

## Biografie

### Familie

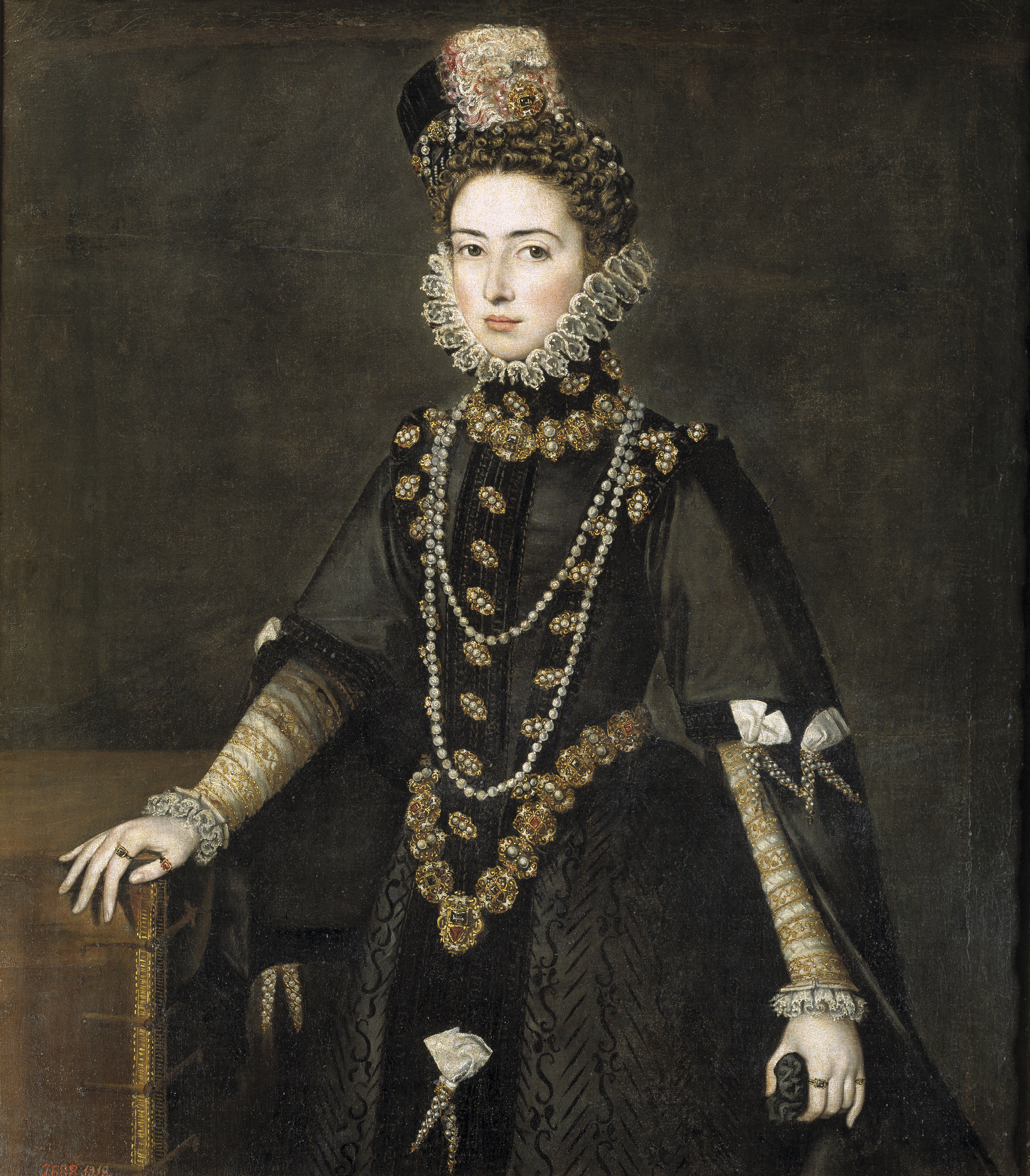
Infanta Catalina Micaela în 1585.

Bunicii paterni au fost Carol al V-lea, împărat romano-german și Isabela a Portugaliei iar bunicii materni au fost Henric al II-lea al Franței și Caterina de Medici. Mama ei, Elisabeta de Valois, a murit în 1568 când Catalina Micaela avea un an. Tatăl ei s-a căsătorit cu nepoata lui și verișoara Catalinei, Ana de Austria. Din căsătorie au rezultat cinci copii, printre care și Filip al III-lea al Spaniei și Maria a Spaniei.

### Căsătorie
S-a căsătorit cu Charles Emmanuel I, fiul lui Emanuel Filibert, Duce de Savoia și al Margaretei a Franței, Ducesă de Berry. Au avut zece copii:
- Filip (1586-1605)
- Victor Amadeus (1587-1637)
- Emanuel Filibert de Savoia, (1588-1624), vicerege al Siciliei în perioada 1622-1624.
- Margareta (1589-1655), căsătorită cu Francesco al IV-lea Gonzaga de Mantua
- Isabela (1591-1626), căsătorită cu Alfonso al III-lea d'Este, duce de Modena
- Maurice (1593-1657), cardinal
- Maria (1594-1656), călugăriță la Roma
- Elisabeta (1595-1640), călugăriță la Biella
- Tommaso Francesco, Prinț de Carignano (1596-1656), fondatorul Casei de Savoia-Carignano
- Ana (n. 1597)

A avut o relație bună cu tatăl ei și după căsătorie au ținut legătura prin corespondență. Catalina Micaela a murit la sfârșitul anului 1597 în timp ce era în Italia; avusese un avort cu puțin timp înainte. Tatăl ei a murit anul următor. Sora ei Isabela s-a căsătorit cu Albert al VII-lea, Arhiduce de Austria și mai târziu a devenit guvernatoare a Țărilor de Jos.